# A House in California
 (mars 2025).
A House in California est un jeu vidéo de type fiction interactive graphique développé par Jake Elliott de Cardboard Computer et sorti le 31 octobre 2010 sur Gnu/Linux, macOS, Windows et le 1er décembre 2010 en ligne sur Kongregate via Adobe Flash.

## Développement
Jake Elliott fonde Cardboard Computer en 2010. Après son jeu un premier jeu intitulé Hummingbird Mind, il réalise A House in California financé par une campagne Kickstarter. Le jeu sort le 31 octobre 2010.

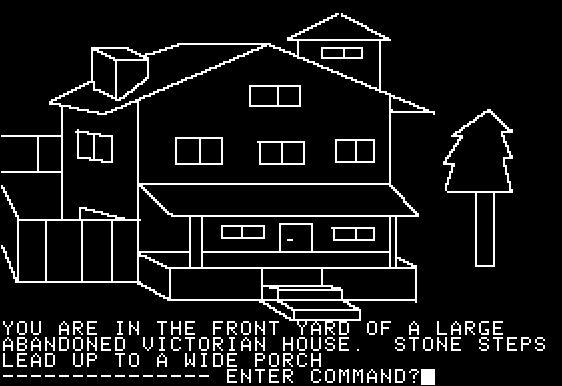
Le jeu s’inspire de l’esthétique de Mystery House de Roberta Williams

L’auteur s’inspire de ses grand-mères et arrière-grand-mères pour créer ses personnages. Le style du jeu évoque l’esthétique de Mystery House (1980) ainsi que la poésie imagiste.
Le jeu est développé en Flash avec Flixel, et son code source est publié sur GitHub.
L’année suivante, Jake Elliott annonce son jeu suivant, le projet Kentucky Route Zero avec Tamas Kemenczy.

## Accueil
Le jeu a été nommé au Prix Nuovo lors de l'Independent Games Festival de 2011.